# Leonor de la Vega
Leonor Lasso de la Vega (Cantabria, c. 1365-Valladolid, 14 de agosto de 1432) fue la hija única y heredera de Garci Lasso Ruiz de la Vega, señor de la Vega, y de Mencía de Cisneros, y bisnieta de Garcilaso I de la Vega, adelantado mayor de Castilla en nombre de Alfonso XI. Fue benefactora del monasterio de Santa Clara en Castrojeriz, fundado por sus abuelos, Garcilaso II de la Vega y Leonor González de Cornado.

## Matrimonios y descendencia

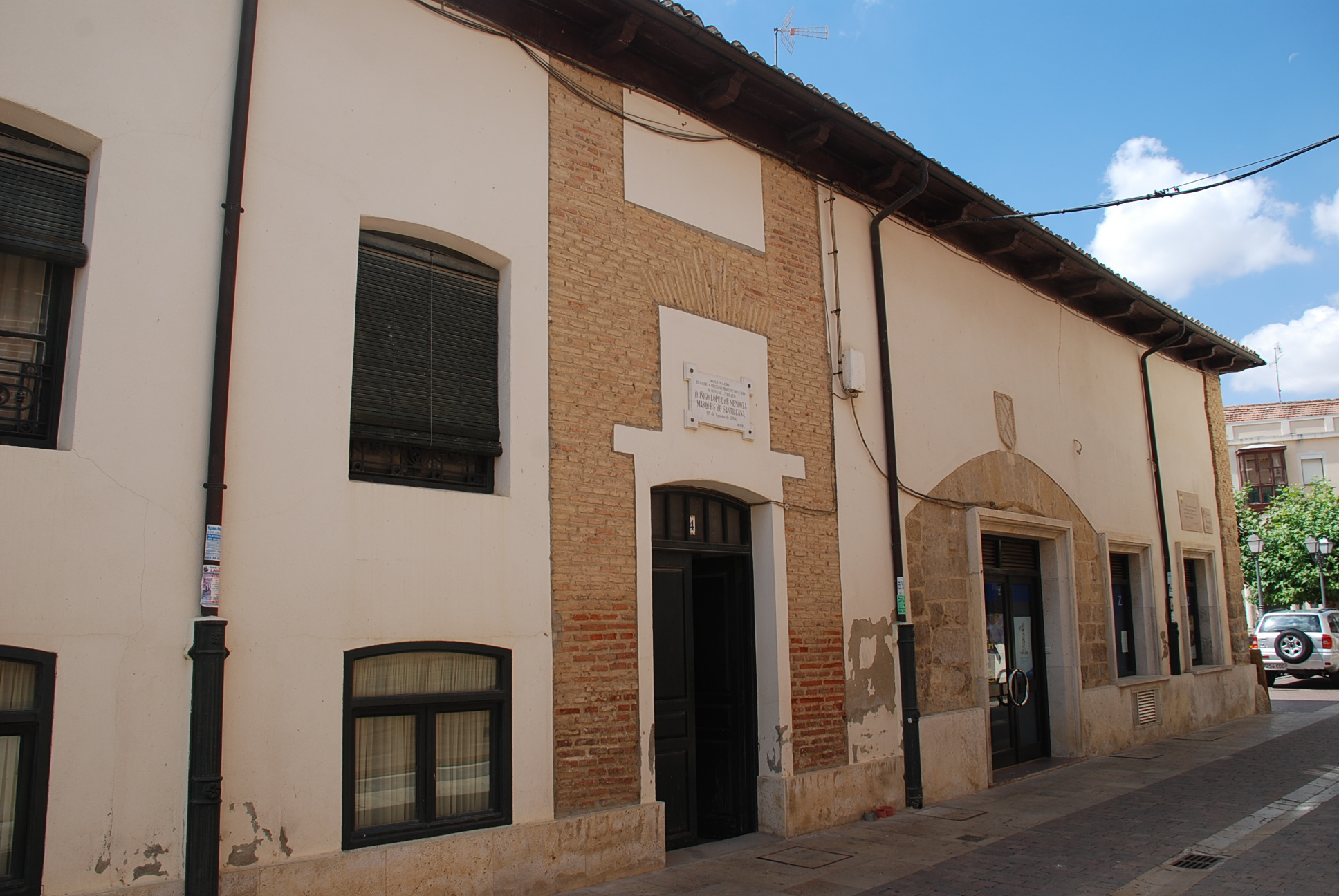
Casa en la que Leonor de la Vega dio a luz a Íñigo López de Mendoza, en Carrión de los Condes (Palencia).

Se casó en primeras nupcias con Juan Téllez de Castilla, II señor de Aguilar de Campoo y II señor de Castañeda, hijo de Tello de Castilla, quien fue, a su vez, hijo ilegítimo del rey Alfonso XI y Leonor de Guzmán. De este matrimonio nacieron:
- Juan de Castilla, fallecido en la infancia.[2]
- Aldonza Téllez de Castilla, quien casó con García Fernández Manrique[2] y fueron los primeros condes de Castañeda[2]  y progenitores de los marqueses de Aguilar de Campoo, de los duques de Galisteo y de los condes de Osorno.

Después de enviudar de Téllez, quien falleció el 14 de agosto de 1385 en la batalla de Aljubarrota,  Leonor contrajo un segundo matrimonio en 1387 con Diego Hurtado de Mendoza, aportando en su dote la villa de Carrión de los Condes y el importante señorío de las Asturias de Santillana. Fueron padres de:
- Garcilaso de la Vega, quien según las cláusulas testamentarias de su padre tuvo que cambiar su nombre a Juan Hurtado de Mendoza.
- Elvira Laso de Mendoza, casada con Gómez I Suárez de Figueroa, primer señor de Feria, hijo de Lorenzo I Suárez de Figueroa, maestre de la Orden de Santiago, padres de, entre otros, Lorenzo II Suárez de Figueroa, primer conde de Feria.
- El marqués de Santillana, Íñigo López de Mendoza,[2]  progenitor de la poderosa casa ducal del Infantado.
- Gonzalo Ruiz de Mendoza, a quien su abuela Mencía de Cisneros en su testamento de 1380 le deja heredades en Tierra de Campos y Vega con su casa fuerte y sus vasallos.[4]
- Teresa de la Vega (m. 1416), casada con Álvaro Gómez Carrillo.[2]

En agosto de 1432, Leonor dio poder a sus hijos Íñigo, Gonzalo y Elvira, así como a su pariente Men Rodríguez de Coronado, para que pudiesen otorgar testamento en su nombre, desheredando a Aldonza, hija de su primer matrimonio.
Sus dominios pasaron a su muerte a la casa de Mendoza a través de su hijo Íñigo López de Mendoza, y en 1444 el rey Juan II de Castilla confirmó sus derechos concediéndole el título de marqués de Santillana, con lo cual Santillana del Mar se convirtió en el centro del señorío quedando Torrelavega, en Cantabria, como cabeza administrativa del mayorazgo del mismo nombre. 
| Predecesor: Garci Lasso Ruiz de la Vega | Señora de la Vega 1367 - 1432 | Sucesor: Íñigo López de Mendoza |